# Monument de la Pierre d’Haudroy
Koordinaten: 49° 59′ 4,92″ N, 3° 55′ 55,74″ O

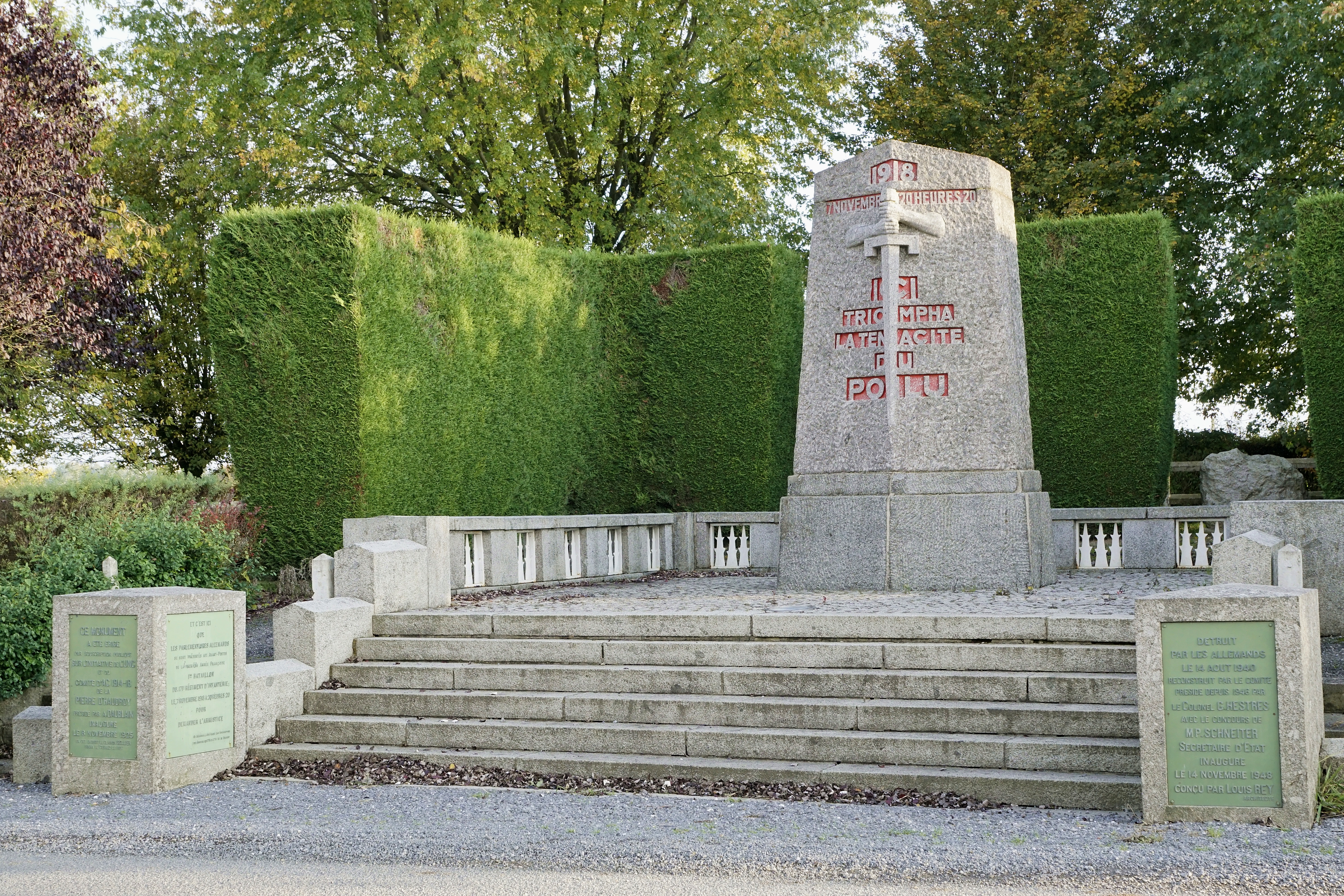
Das Monument de la Pierre d’Haudroy

Das Monument de la Pierre d’Haudroy (deutsch: Steinmonument von Haudroy) ist ein Denkmal in Frankreich, das den Punkt des Übertritts der deutschen Waffenstillstandskommission über die Kriegsfront am Ende des Ersten Weltkriegs markiert und an die damit verbundenen Ereignisse erinnert.

## Standort
Das Denkmal befindet sich in der Gemeinde La Flamengrie, im Département Aisne, an der Straße D 285 (Rue d’Haudroy), die Wignehies mit La Capelle verbindet, und auf halbem Weg zwischen La Capelle und Haudroy, einem Ortsteil von La Flamengrie.

## Geschichte
Das Denkmal markiert eines der bedeutendsten Ereignisse des Ersten Weltkriegs, am 7. November 1918 um 20 Uhr und 20 Minuten trafen hier die vier Wagen der deutschen Waffenstillstandskommission unter Leitung von Matthias Erzberger ein. Hauptmann Lhuillier, Kommandeur des 1. Bataillons des 171. Infanterieregiments, empfing die deutschen Bevollmächtigten. Er hatte zuvor Korporal Pierre Sellier aufgefordert, den zunächst lokalen Waffenstillstand mit der Trompete zu signalisieren, gefolgt von einem „Garde à vous“ (in etwa: „Habt acht!“), was den Beginn der Verhandlungen markierte und am 11. November 1918 das vollständige Ende der Feindseligkeiten mit sich brachte. Die Waffenstillstandskommission wurde zunächst nach La Capelle in die Villa Pasque gebracht, von wo sie zunächst mit dem Auto, von Tergnier ab mit der Bahn zur Lichtung von Compiègne gebracht wurden. Dort wurde frühmorgens am 11. November 1918 im Wagen von Compiègne der Waffenstillstand unterzeichnet.
Von diesem Datum an bis zu seinem Tod 1948 erinnerte der Trompeter Pierre Sellier jedes Jahr mit seinem Instrument vor Ort an den Waffenstillstand.
Von den Deutschen am 14. August 1940 zerstört, wurde es unter der Schirmherrschaft eines Komitees, das seit 1946 von Oberst G. Hestre unter dem Vorsitz des Staatssekretärs P. Schneiter geleitet wurde, wieder aufgebaut. Das vom Architekten Louis Rey entworfene neue Denkmal wurde am 14. November 1948 eingeweiht.
Es steht seit 1997 als historisches Denkmal unter Denkmalschutz.
Der französische Staatspräsident Emmanuel Macron besuchte am 7. November 2018 das Denkmal im Rahmen der Feierlichkeiten zum 100. Jahrestag des Kriegsendes.

## Beschreibung
Das an dieser Stelle errichtete Denkmal bestand ursprünglich aus Granit aus den Vogesen und wurde am 5. November 1925 eingeweiht. Die Inschrift lautet:
1918 – 7 novembre – 20 heures 20 – Ici triompha la ténacité du poilu. (dt.: 1918 – 7. November – 20:20 Uhr – Hier triumphierte die Zähigkeit der Poilu).
Weiterhin ist vermerkt:
Ce monument a été érigé par souscription publique à l’initiative de l’UNC et du comité d’AC 1914–18 de la Pierre d’Haudroy présidé par A. Daublain, inauguré le 8 novembre 1925. En cet endroit, le clairon Sellier sonna le cessez-le-feu. (dt.: Dieses Denkmal wurde durch öffentliche Subskription auf Initiative der Union nationale des combattants (nationale Kriegsveteranenvereinigung) und des Komitees AC 1914–18 des Pierre d’Haudroy unter dem Vorsitz von A. Daublain errichtet und am 8. November 1925 eingeweiht. An dieser Stelle läutete der Trompeter Sellier den Waffenstillstand ein.)
Der zentrale Stein, der für den Wiederaufbau des Denkmals nach 1945 verwendet wurde, stammt von einer Baustelle in Ravensbrück in Deutschland.